# 複合蛋白質

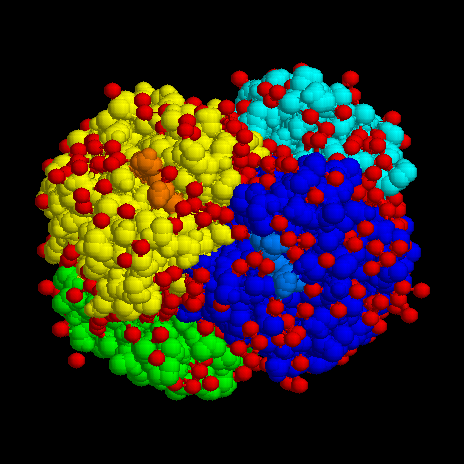
结合蛋白 — 血红蛋白：4个亚基具有不同的颜色

血红素 — 血红蛋白的辅基

复合蛋白质（直译：「共轭蛋白质」），又称结合蛋白质、缀合蛋白质，是蛋白质多肽链通过化学共价或弱相互作用力与非氨基酸、非肽分子结合形成，该类分子包括金属离子、脂质、糖类和核酸等（即除氨基酸残基外，还含有其他化学组分的蛋白质），这些化学基团相互作用进而促进蛋白质发挥作用。根据辅基不同可分为糖蛋白（含糖类）、脂蛋白（含脂质）、磷蛋白（含磷酸）、核蛋白（含核酸）、色蛋白（含色素）、黄素蛋白（含核黄素）和金属蛋白（含铁、铜或锌等金属）7类。
许多蛋白质仅含有氨基酸，不含其他化学基团，因此被称为简单蛋白质。然而，其他类型的蛋白质在水解后，除了氨基酸外，还会产生其他化学成分，因此被称为结合蛋白质。结合蛋白质的非氨基部分通常称为其辅基。大多数辅基由维生素形成。结合蛋白质根据其辅基的化学性质进行分类。

## 例子
- 蛋白質與糖類結合而成糖蛋白
- 蛋白質與核酸結合而成核蛋白
- 蛋白質與鐵結合而成鐵蛋白

一些结合蛋白的例子是：脂蛋白、糖蛋白、核蛋白、磷蛋白、血红蛋白、黄素蛋白、金属蛋白、光敏色素、细胞色素、视蛋白和色素蛋白。
血红蛋白含有被称为血红素的辅基。每个血红素基团都含有一个二价铁离子 (Fe2+)，该离子与一个氧分子 (O2) 形成配位键，从而使血红蛋白能够通过血液输送氧气。由于血红蛋白的四个蛋白质亚基各自拥有一个血红素辅基，因此每个血红蛋白可以输送四个氧分子。
糖蛋白通常是最大且最丰富的结合蛋白群体。它们的范围从构成糖萼的细胞表面膜上的糖蛋白，到白细胞产生的重要抗体。
化学合成的多糖-蛋白质结合物已用于食品工业、疫苗和药物输送系统。 它们是聚乙二醇 （PEG）— 蛋白质药物的有希望的替代品，其中不可生物降解的高分子量聚乙二醇会引起健康问题。